# Metoda kognitywna nauczania języków obcych
Metoda kognitywna – metoda nauki języka zgodna z założeniami i duchem kognitywistyki. Jest rozwinięciem metody gramatyczno-tłumaczeniowej. Kładzie przede wszystkim nacisk na nauczanie gramatyki. Wykorzystuje czytanie, analizę tekstów, porównanie struktur oraz ćwiczenia gramatyczne. Na podstawie przyswojonych regul uczeń jest w  stanie budować samodzielne wypowiedzi. Metoda kognitywna jest elastyczna i pozwala na odpowiednie sformatowanie lekcji w stosunku do zapotrzebowań i możliwości konkretnej grupy studentów. 
W opozycji do kontestowanego przez kognitywistów behawioryzmu nie zakłada tworzenia konkretnych mechanizmów; istotą jest nabranie doświadczenia, które pozwala na posługiwanie się zasadami języka. Błędy w nauce języka traktowane są jako normalne i konieczne.